# Notaden nichollsi
Notaden nichollsi este o specie de amfibieni din familia Myobatrachidae.